# 221-я моторизованная дивизия
221-я моторизованная дивизия (221 мд) — общевойсковое соединение АБТВ РККА Вооружённых сил СССР, до и во время Великой Отечественной войны.

## История краткая
221-я моторизованная дивизия сформирована на базе 19-й горнокавалерийской ордена Ленина дивизии. Дивизия получила хорошо обученный личный состав. Хуже было состояние техники. Автомашины, мобилизованные из народного хозяйства, были изношенные. В 138-м танковом полку танков не было.
22 июня дивизия встретила в месте постоянной дислокации город Самарканд. 25 июня 1941 года в САВО поступает приказ о том, чтобы 27-й механизированный корпус был готов к передислокации на запад Союза ССР.
27 июня началась погрузка в железнодорожные поезда и отправка на запад первого эшелона 9-й танковой дивизии. За ним последовали остальные тридцать четыре эшелона дивизии. Маршрут движения Мары — Ташкент — Оренбург — Воронеж. А затем и остальные части корпуса двинулись на советско-германский фронт.
8 июля 1941 года Генеральный штаб на основе опыта первых дней войны и в результате больших потерь танков принял решение о расформировании корпусного звена бронетанковых войск и переформировании имевшихся танковых дивизий по новым штатам. Танковая дивизия должна была иметь меньшее количество танков — 217 штук, вместо гаубичного артиллерийского полка соединение получало противотанковый артиллерийский полк. Переформирования коснулись прежде всего танковых соединений пока не задействованных в боевых действиях. Для отличия новых дивизий им присваивались новые номера начиная со 101-го.
10 июля 27-й мехкорпус включён в состав 28-й армии, командующий войсками армии генерал-лейтенант В. Я. Качалов, штаб которой располагался в г. Кирове (150 км севернее г. Брянска).
Вскоре поступило распоряжение — 27-й механизированный корпус переформировывался. Формировались: 104-я танковая дивизия, 105-я танковая дивизия, 106-я танковая дивизия (бывшая 221-я моторизованная дивизия).
15 июля 1941 года Генеральным штабом принимается новое решение — управление 27-го механизированного корпуса расформировывается. 15 июля командующему войсками 28-й армии направляется директива Генерального штаба о сосредоточении переформировываемых 104-й, 105-й и 106-й танковых дивизий в районе города Спас-Деменска.
Дальнейшая судьба дивизий корпуса была такой. 19 июля в приказе № 0058 об окончании формирования танковых дивизий заместитель наркома обороны генерал армии Г. К. Жуков включил сформированные 104-ю и 105-ю танковые дивизии в состав Фронта резервных армий. Вместо 106-й танковой, формируемой на базе 221-й моторизованной, формировалась 106-я моторизованная дивизия, в которой впредь до особого распоряжения оставался второй мотострелковый полк, а вместо танкового полка из-за недостатка танков включался 106-й танковый батальон. Нумерация моторизованных полков в дивизии временно получила порядковый характер — 1-й и 2-й мотострелковый полк.

## Командование
Командир дивизии:
- Ройтенберг Герш Моисеевич, полковник[1].

Заместитель по политической части:
Козлов Павел Иванович, старший батальонный комиссар, (1.04.41-13.07.41).
Другие командиры: 
- Заместитель начальника отдела политической пропаганды Шестопалов Иосиф Львович, полковой комиссар, (1.04.41-21.07.41)[1].
- 671-й мотострелковый полк.
  - Заместитель командира полка по политической части — батальонный комиссар Волобуев Николай Михайлович[1].
- 695-й мотострелковый полк.
  - Заместитель командира полка по политической части старший политрук Белый Василий Иванович.
- 138-й танковый полк.
  - Заместитель командира полка по политической части батальонный комиссар Мжачих Пётр Григорьевич[1].
  - Начальник штаба полка майор Филиппенко Николай Михайлович[1].
- 659-й артиллерийский полк.
  - Заместитель командира полка по политической части батальонный комиссар Поспелов Д. И[1].
- 236 отдельный зенитно-артиллерийский дивизион
  - Командир дивизиона капитан Евгений Николаевич Поросенков (с 7.05.41 г.)[1].

## Состав
- Управление дивизии[1].
- 671-й мотострелковый полк — в/ч 1230
- 695-й мотострелковый полк — в/ч 1226
- 138-й танковый полк — в/ч 1238
- 659-й артиллерийский полк — в/ч 1233
- 47-й отдельный истребительно-противотанковый дивизион — в/ч 1265
- 236-й отдельный зенитно-артиллерийский дивизион — в/ч 1263
- 296-й разведывательный батальон — в/ч 1246
- 379-й легко-инженерный батальон — в/ч 1258
- 595-й отдельный батальон связи — в/ч 1251
- 219-й артиллерийский парковый дивизион — в/ч 1279
- 366-й медико-санитарный батальон — в/ч 1269
- 693-й автотранспортный батальон — в/ч 1283
- 167-й ремонтно-восстановительный батальон — в/ч 1276
- 59-я рота регулирования — в/ч 1285
- 479-й полевой хлебозавод — в/ч 1272
- 734-я полевая почтовая станция